# Delta Force (film, 1986)
Delta Force, originálním názvem The Delta Force, je americko-izraelský akční film z roku 1986, který režíroval Menachem Golan.

## Děj
Izraelské letadlo zajmou palestinští teroristé a zmocní se tak životů pasažérů, z nichž některé následně násilně odvedou na neznámé místo v Bejrútu, kde jsou drženi. O jejich vysvobození bude bojovat speciální americký tým Delta pod velením plukovníka Nicka Alexandra včetně jejich nejlepšího člena Scotta McCoye, který si přeje jít do výslužby, ale na poslední chvíli si vše rozmyslel a k akci se připojil. V Bejrútu jim pomůže tajný agent CIA, který se vydává za ortodoxního kněze a který jim ukáže budovu, ve které se teroristé s rukojmími usadili. Do budovy se ovšem mohou dostat pouze jedinou cestou — odpadním potrubím.